# Ulbersdorf (Hohnstein)
Ulbersdorf ist ein Pfarrdorf im Landkreis Sächsische Schweiz-Osterzgebirge im Südosten Sachsens. Das 1432 als Olbersdorff erstmals urkundlich erwähnte Dorf zwischen dem Westlausitzer Hügel- und Bergland und dem Nationalpark Sächsische Schweiz ist seit 1994 ein Ortsteil der Stadt Hohnstein und erhielt 2004 den Titel „Schönstes Dorf im Landkreis Sächsische Schweiz“.

## Geographie
Das Reihendorf liegt in Nordwest-Südost-Ausdehnung am östlichen Rand des Stadtgebiets auf einer Hochfläche und in dem angrenzenden Seitental der Sebnitz, etwa 10 km südöstlich des Hohnsteiner Stadtzentrums und etwa 5 km westlich des Sebnitzer Stadtzentrums. Rund 1 km westlich des auf etwa 282 m ü. NHN gelegenen Dorfs befindet sich der Große Hutberg (336 m), etwas weiter nordöstlich liegt der 399 m hohe Schönbacher Berg. Im Westen reicht die Gemarkung bis an die Hangwälder des Schwarzbachtals.
Umgebende Orte sind in einem weiten Bogen Krumhermsdorf im Norden sowie die Sebnitzer Ortsteile Schönbach im Nordosten, Hainersdorf im Osten, Lichtenhain im Südosten, Mittelndorf im Süden und Altendorf im Südwesten. Westlich liegen die Hohnsteiner Ortsteile Goßdorf und Lohsdorf.
Ulbersdorf liegt abseits größerer Straßen. Im Süden des Dorfes gibt es einen Haltepunkt an der Bahnstrecke Bautzen–Bad Schandau (Sächsisch-Böhmische Semmeringbahn), auf der abschnittweise die Sächsisch-Böhmische Nationalparkbahn fährt. Durch den Tourismus ist die Ulbersdorfer Umgebung mit einem ausgedehnten Wanderwegnetz erschlossen.

## Geschichte

### Ortsgeschichte

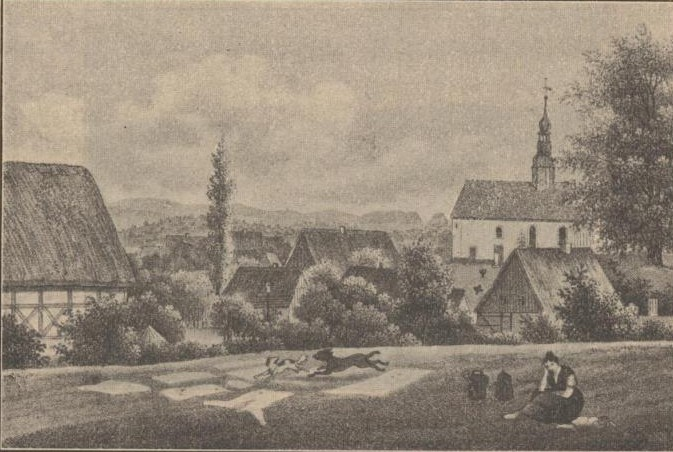
Ansicht um 1830

Ulbersdorf wurde als Waldhufendorf in der zweiten Phase der deutschen Ostsiedlung angelegt. Der urkundlichen Ersterwähnung des Dorfes im Jahr 1432 folgte kurz darauf im Jahr 1443 die urkundliche Erwähnung der um das 12./13. Jahrhundert erbauten Kirche. In jenem Jahr wurde auch das Vorwerk erwähnt, aus dem im darauffolgenden Jahrhundert das Rittergut hervorging.
Ein Außenwall hinter der Kirche sowie ein Graben zeugen von einer mittelalterlichen, frühdeutschen Wasserburg am Schneckenberg mit Turmhügel aus der ersten Hälfte des 13. Jahrhunderts. Aus diesem Zeitraum ist mit Raschgärtners Raubschloss eine alte Höhenburg überliefert, von der undeutliche Reste an der Bahnstrecke Bad Schandau–Sebnitz erhalten sind. Diese, auch als Altes Schloss bekannte Anlage, soll dem Schutz mittelalterlicher Handelswege wie der Alten Böhmischen Glasstraße gedient haben.
Trotz der Entstehung eines zweiten Ritterguts waren die beiden Rittergüter Niederulbersdorf und Oberulbersdorf und somit die Grundherrschaft über das Dorf über Jahrhunderte anfangs im Besitz der Familien Hermsdorf/Hermannsdorf bzw. später von Lüttichau vereint, einzig in der dazwischenliegenden Phase gab es eine zeitweilige Trennung. Beim Brand des Gutshofs Niederulbersdorf blieb 1780 nur die Hofescheune erhalten, ein Wiederaufbau erfolgte nicht. Schloss Ulbersdorf, das auf das 15./16. Jahrhundert zurückgehende Gutshaus des Ritterguts Oberulbersdorf, wurde mehrfach umgebaut.

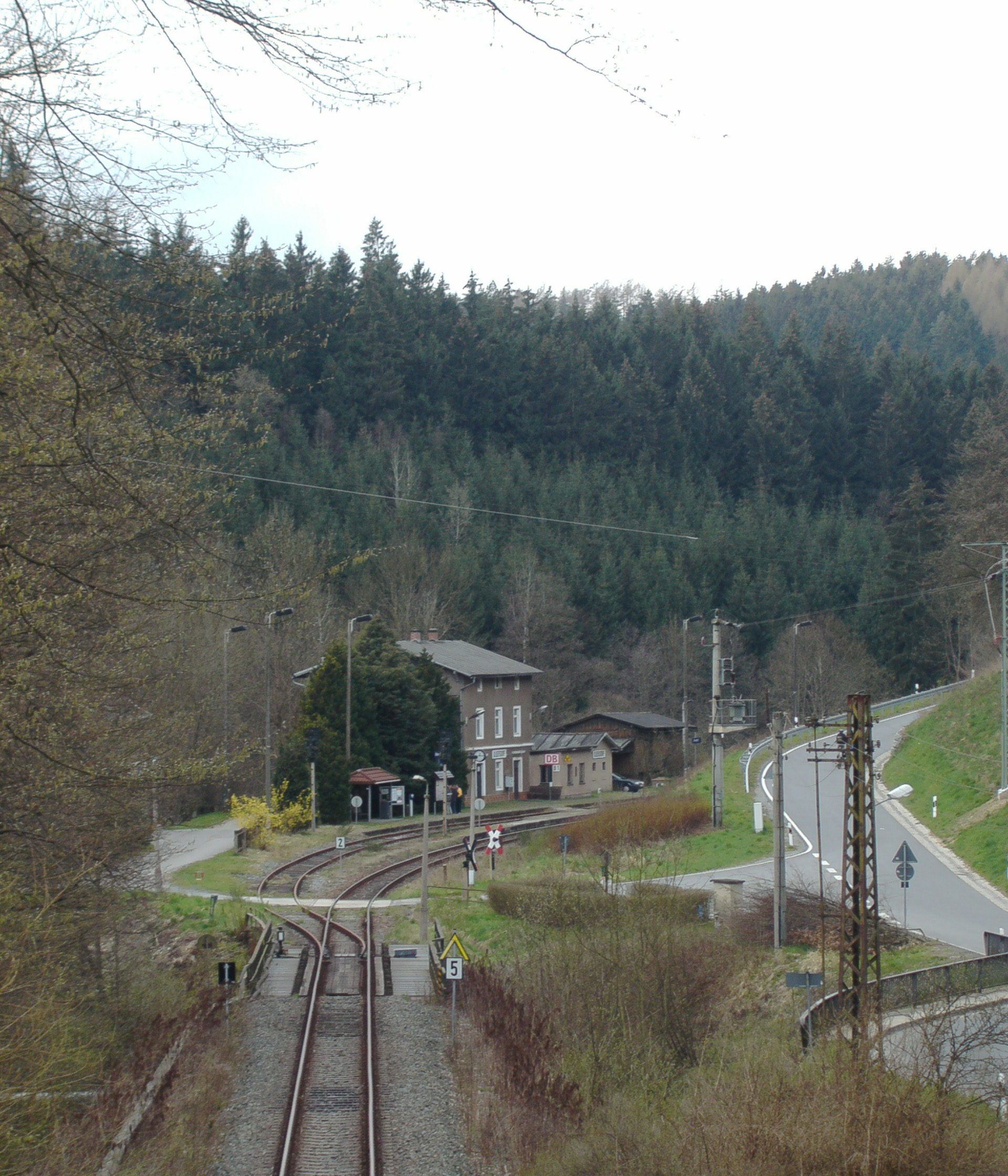
Bahnhof Ulbersdorf, seit 2009 Haltepunkt

In den 1870er Jahren wurde mit der Bahnstrecke Bautzen–Bad Schandau eine Eisenbahnverbindung zwischen der Oberlausitz und dem sächsischen Elbtal errichtet und 1877 eröffnet. Ulbersdorf erhielt einen etwas abseits gelegenen Bahnhof, der die Verkehrssituation des Ortes verbesserte und den Ausflugsverkehr erhöhte.
Seit 1923 erinnert ein Weltkriegsdenkmal an der Stelle der alten Wasserburg an die Gefallenen des Krieges. Nach dem Zweiten Weltkrieg wurde es ergänzt.
Der Gutsbesitz wurde 1945 enteignet und dessen Flächen im Rahmen der Bodenreform 1947 an Landarbeiter sowie zehn Neubauern verteilt.
Nachdem das Dorf im Spätmittelalter der Pflege Hohnstein, in der Frühneuzeit dem Amt Hohnstein und seit dem ausgehenden 19. Jahrhundert der Amtshauptmannschaft Pirna unterstand, kam es im Rahmen der 1952 in der DDR durchgeführten Verwaltungsreform zum Kreis Sebnitz im Bezirk Dresden.
Zum 1. Januar 1994 wurden die Gemeinden Ehrenberg, Goßdorf, Lohsdorf, Rathewalde und Ulbersdorf in die Stadt Hohnstein eingemeindet. Durch die beiden Kreisreformen in Sachsen ging der Landkreis Sebnitz im August 1994 im Landkreis Sächsische Schweiz und dieser wiederum 14 Jahre später im Landkreis Sächsische Schweiz-Osterzgebirge auf.
Infolge eines Hochwassers am 7. August 2010 war die Bahnstrecke durch Unterspülungen unter anderem bei Ulbersdorf mehrere Monate lang nicht passierbar.

### Bevölkerungsentwicklung
| Jahr      | 1834 | 1871 | 1890 | 1910 | 1925 | 1939 | 1946 | 1950 | 1964 | 1990 | 1995 | 2011 |
| --------- | ---- | ---- | ---- | ---- | ---- | ---- | ---- | ---- | ---- | ---- | ---- | ---- |
| Einwohner | 470  | 565  | 589  | 819  | 766  | 724  | 833  | 829  | 754  | 609  | 602  | 484  |

Im Jahr 1551 wirtschafteten in Ulbersdorf 31 besessene Mann und 50 Inwohner. Rund zwei Jahrhunderte später lag die Zahl der Wirtschaften 1764, ein Jahr nach Ende des Siebenjährigen Krieges, bei 16 besessenen Mann, 6 Gartennahrungen und 29 Häuslerstellen.
In den knapp 40 Jahren vom Beitritt des Königreichs Sachsen zum Deutschen Zollverein bis zur Reichsgründung stieg die Einwohnerzahl vergleichsweise moderat von 470 auf 565. Bis kurz vor dem Ausbruch des Ersten Weltkriegs stieg die Einwohnerzahl auf etwa 820, fiel danach bis zum Frühjahr 1939 jedoch um rund 100 ab. Direkt nach dem Zweiten Weltkrieg stieg die Einwohnerzahl durch aufgenommene Flüchtlinge und Heimatvertriebene noch einmal kurzzeitig über 800. Schon zwei Jahrzehnte später lag die Zahl nur noch bei etwa 750 und in der Wendezeit gar nur noch um 600. Seit der Eingemeindung werden keine amtlichen Zahlen mehr erhoben.
Im zweiten Jahrzehnt des dritten Jahrtausends hatte Ulbersdorf etwa 500 Einwohner.

### Ortsname
Urkundlich überlieferte Formen des Ortsnamens sind unter anderem Olbersdorff (1432), Alwersdorff (1443), Albirsdorff (1444), Alberstorf (1445), Olberstorff (1547), Vlbersdorf (1586/87) und Ulberßdorff (1614). Ausgehend von der angenommenen Entstehungszeit der Kirche im 12./13. Jahrhundert setzt die namentliche Überlieferung im 15. Jahrhundert vergleichsweise spät ein. Bei Olbersdorf in der südlichen Oberlausitz fand in diesem Zeitraum die Abwandlung von Albertsdorff (1323), Olbrechtsdorf (1346) und Albrechtsdorf (1350) hin zu Olbirsstorff (1473) und Alberßdorff (1522) statt, was die Vermutung nahelegt, dass der Ortsname von einem Lokator namens Albert oder Albrecht abgeleitet ist.

## Bauwerke
Neben zahlreichen Umgebindehäusern entlang der Dorfstraße (Nr. 4, 7, 8, 69, 74, 75 und 76) und des Dorfgrunds (Nr. 19, 20, 38 und 39) sind mehrere sehenswerte Fachwerkhäuser erhalten. Der Giebel des Erbgerichts ist beachtenswert.

### Kirche

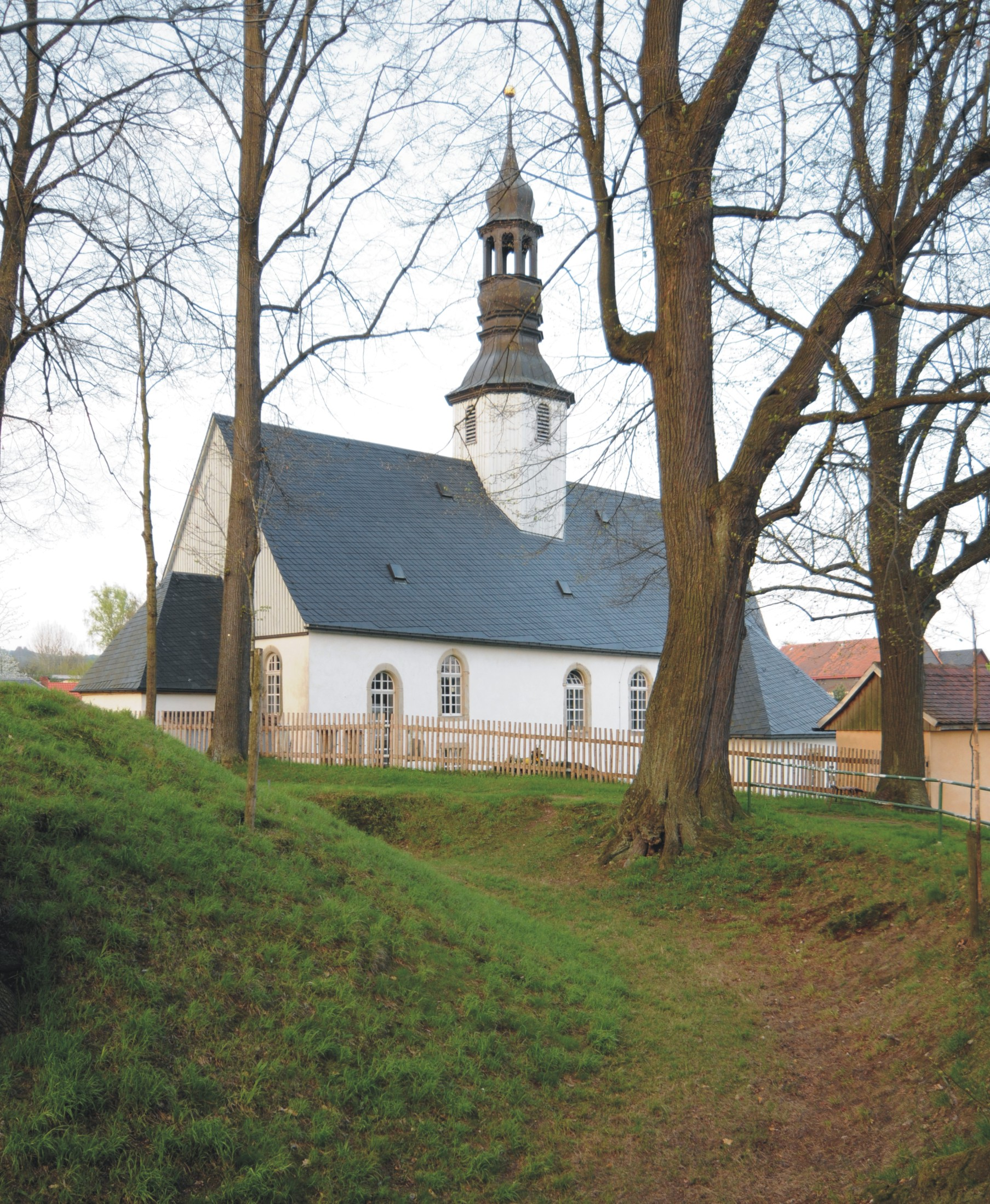
Wall hinter der Ulbersdorfer Kirche

Die auf einer Anhöhe westlich der Dorfstraße gelegene denkmalgeschützte Ulbersdorfer Kirche entstand Ende des 17. Jahrhunderts als Saalkirche auf den Grundmauern des Vorgängerbaus. Sie erhielt 1699 einen hölzernen Dachreiter mit einer laternengekrönten, frühbarocken Haube.
Die Ausstattung der Emporen und Kanzel erfolgte ihrem Charakter entsprechend dörflich-handwerklich, künstlerisch aufwändiger ist der mit Engelsköpfen und einem Wappen verzierte Renaissance-Taufstein aus dem Jahr 1602. Das Gemälde der Leidensgeschichte Christi am Altar aus dem Jahr 1685 wird dem Kunstmaler Gottfried Scheicker zugeschrieben.
An der Südwand der Kirche sind sechs künstlerisch gestaltete Grabmäler der Ulbersdorfer Patronatsherrschaft aus den Jahren 1593 bis 1629 erhalten. Als ausführende Künstler sind unter anderem Michael Schwenke (1602) und dessen Sohn Hans (1611) belegt.
Bald nach dem Wiener Kongress baute Christian Gottfried Herbrig die Orgel um.
Noch im 19. Jahrhundert hatte die Kirche eine kleine Glocke aus dem 15. Jahrhundert sowie eine große mit dem Wappen Kaiser Maximilians II. (16. Jahrhundert). Der Rittergutsbesitzer Emil Michel stiftete 1891 drei neue Glocken, die 1917 als Metallspende des deutschen Volkes für Kriegszwecke eingeschmolzen wurden. Drei 1925 durch Spenden beschaffte Glocken mussten 1941 abgeliefert werden. Die heutigen Glocken stifteten drei in den USA sesshaft gewordene Brüder aus der Ulbersdorfer Familie Brückner.

### Schloss Ulbersdorf
Das ehemalige Herrenhaus des Rittergutes Oberulbersdorf, heute als Schloss Ulbersdorf bezeichnet, geht in der Bausubstanz bis auf das 15./16. Jahrhundert zurück. Insbesondere in der Zeit der Familie von Lüttichau (1659–1890) gab es mehrere Um- und Anbauten, so wurde im späten 18. Jahrhundert das Obergeschoss hinzugefügt und mit einem Mansarddach beschlossen. In den Jahren 1896/1897 wurde ein Turm in der Mittelachse aufgesetzt.
Nach dem Zweiten Weltkrieg und der Enteignung wurde dort die Gemeindeverwaltung untergebracht und ein Kindergarten eingerichtet. Nach der Wende ließ die Gemeinde das Haus 1992/1993 aufwändig renovieren; neben der Kindertagesstätte und Gemeinderäumen sind Wohnungen im Schloss untergebracht. Seit 2020 werden Schloss und Gutspark umgestaltet. Es entstehen Ausstellungsräume sowie ein Skulpturenpark. Im Mittelpunkt stehen die Erinnerung an Ida von Lüttichau sowie die Werke des Bildhauers Horst Weiße.

### Hofescheune
Das nach dem Brand 1780 einzig verbliebene Gebäude des Rittergutes Niederulbersdorf, die Hofescheune, ist eine mächtige steinerne Scheune mit Walmdach, zwei eingemauerten Wappensteinen und der Jahreszahl 1611.
Das Gebäude wurde im Jahr 2000 restauriert und ist im Besitz eines örtlichen Bauunternehmens.

## Persönlichkeiten
- Der gebürtige Ulbersdorfer Wolf Adolf August von Lüttichau (1786–1863) war Generalintendant des Sächsischen Hoftheaters in der Residenzstadt Dresden. Er war seit 1810 Besitzer des Rittergutes und verweilte mit seiner Gemahlin Ida von Lüttichau (1798–1856), die eine bedeutende Rolle im Dresdner Kulturleben des Vormärz einnahm, oft im Ort.

- Friedrich Wilhelm Kaulisch (1827–1881) aus Roßwein war 1857–1862 Lehrer in Ulbersdorf. Er schrieb 1851 das Gedicht Mutterliebe („Wenn Du noch eine Mutter hast“).